# Morze przybrzeżne

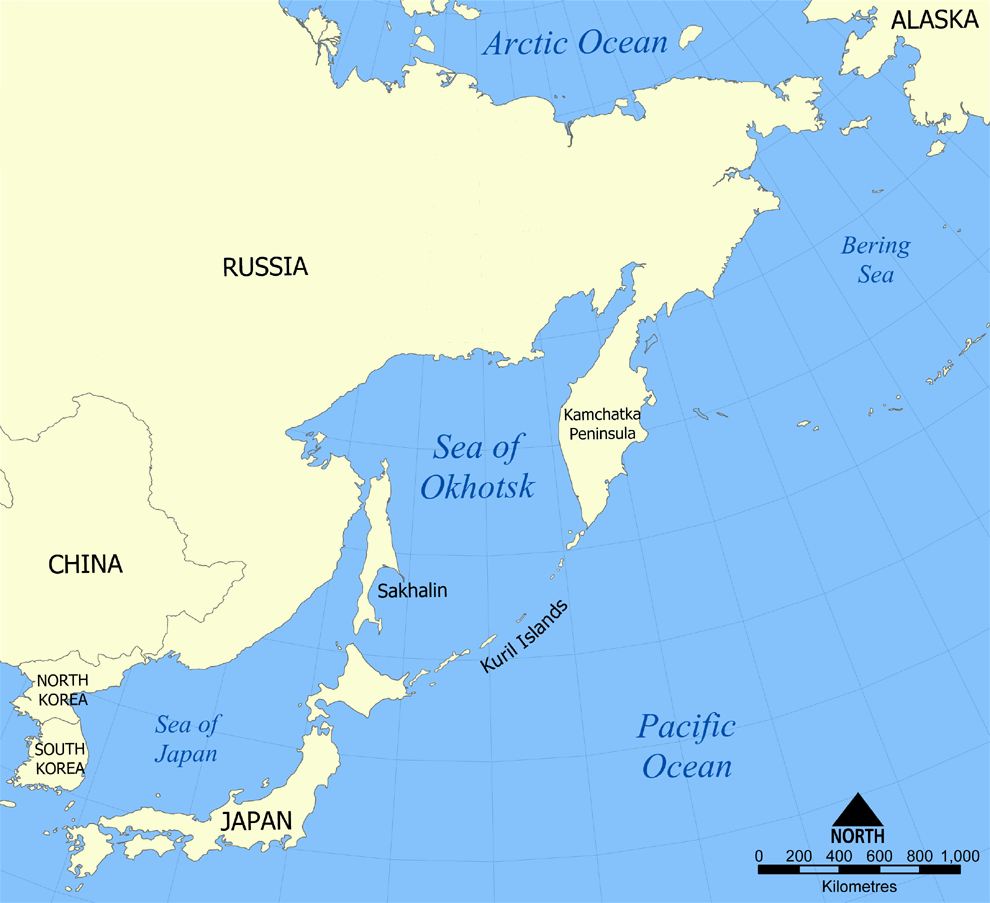
Przykłady mórz przybrzeżnych: Morze Ochockie, Morze Japońskie

Morze przybrzeżne – akwen oceaniczny w pobliżu kontynentu, odcięty od otwartego oceanu łańcuchem wysp.
Przykłady mórz przybrzeżnych to Morze Japońskie i Morze Ochockie.
Istnieje także szersza definicja, w myśl której morze przybrzeżne to morze położone przy brzegu kontynentu, mające swobodną wymianę wod z oceanem. Morze takie jest oddzielone od oceanu przez łańcuch wysp, podwodny grzbiet (próg podmorski) lub nieoddzielone w żaden sposób, a wyróżnione jedynie dlatego, że tworzy rozległą zatokę morską. Definicja taka obejmuje zatem również morza otwarte.